# Daniele Tedeschi
Daniele Tedeschi (Milano, 31 dicembre 1931) è un attore e doppiatore italiano.

## Biografia
Nacque a Milano da padre fiorentino e madre genovese, ma crebbe a Livorno. Molto attivo nella prosa radiofonica e televisiva della RAI, dalla metà degli anni '50. È stato protagonista di numerosi episodi de Le inchieste del commissario Maigret nel ruolo dell'ispettore Janvier.
Ha lavorato anche come doppiatore, talora esprimendosi con accento spagnolo, lingua da lui perfettamente padroneggiata. Dopo aver interrotto quest'attività, ha continuato a recitare come attore in Argentina, paese dove aveva iniziato la sua attività cinematografica.

## Filmografia parziale

### Cinema
- Pasò en mi barrio, regia di Mario Soffici (1951)
- El hermoso Blummer, regia di Julio Saraceni (1952)
- L'istruttoria è chiusa: dimentichi, regia di Damiano Damiani (1971)
- Anni ribelli, regia di Rosalía Polizzi (1994)
- Complici del silenzio, regia di Stefano Incerti (2009)
- Southwest, regia di Shawn Lecrone (2013)

### Televisione
- Il complotto di luglio, regia di Vittorio Cottafavi - film TV (1967)
- Più rosa che giallo - serie TV, episodio 1x03 (1962)
- Il mondo è una prigione, regia di Vittorio Cottafavi - film TV (1962)
- Una tragedia americana (1963)
- Ritorna il tenente Sheridan (1963)
- Arlecchinata (1964)
- Detective story (1965)
- Qui squadra mobile (1973)
- Spia - Il caso Philby (1977)

## Prosa televisiva RAI
- Romeo e Giulietta di Shakespeare, regia di Franco Enriquez, trasmessa il 6 febbraio 1959.
- Il poverello di Jacques Copeau, regia di Claudio Fino, trasmessa il 28 marzo 1959.
- Giulio Cesare di Shakespeare, regia di Sandro Bolchi, trasmessa il 22 luglio 1959.
- La signora Rosa, regia di Mario Landi, trasmessa il 27 maggio 1960.
- Il Cardinale di Louis N. Parker, regia di Silverio Blasi, trasmessa l'11 luglio 1960.
- Lo schiavo impazzito, regia di Mario Lanfranchi, trasmessa l'11 novembre 1960.
- La locandiera di Goldoni, regia di Claudio Fino, trasmessa il 30 dicembre 1960.
- Enrico IV di Pirandello, regia di Gilberto Tofano, trasmessa il 24 marzo 1961.
- Una signora gentile, regia di Mario Landi, trasmessa il 7 maggio 1962.
- Il mondo è una prigione, regia di Vittorio Cottafavi (1962)
- La tela del ragno di Agatha Christie, regia di Mario Ferrero, trasmessa di 20 maggio 1980.

## Doppiaggio
- Franco Ressel in El Rojo, Rififi ad Amsterdam, Gli fumavano le Colt... lo chiamavano Camposanto
- Dary Reis in Non c'è due senza quattro
- Harry Guardino in Ispettore Callaghan: il caso Scorpio è tuo!
- Pat Roach in Mai dire mai
- Antonio Monselesan in Lo chiamavano Trinità...
- Gérard Landry in ...continuavano a chiamarlo Trinità
- Richard Kiel in Moonraker - Operazione spazio
- Norman Jones in Agente 007 - Si vive solo due volte
- Ted Grossman in Kobra
- Alfonso Rojas in Arriva Sabata!
- Elvise Payne e Ian Redford in Spaghetti House
- Yuen Wah in Dalla Cina con furore
- Aysanda Runachaga in Le colt cantarono la morte e fu... tempo di massacro
- Massimo Pirri in Novelle licenziose di vergini vogliose
- Andrea Scotti in Per 100.000 dollari t'ammazzo
- Nello Pazzafini in Squadra antifurto
- Rik Battaglia in Un genio, due compari, un pollo
- Vassili Karis in Seminò morte... lo chiamavano il Castigo di Dio!
- Michel Bardinet in Tiffany memorandum
- Julián Mateos in Shalako
- Lou Castel in Policeman